# دورمتینگن
دورمتینگن (به آلمانی: Dormettingen) یک شهر  در آلمان است که در تسولرنالبکرایس واقع شده‌است. دورمتینگن ۱٬۰۶۵ نفر جمعیت دارد.